# (1692) Subbotina
(1692) Subbotina ist ein Asteroid des mittleren Hauptgürtels, der am 16. August 1936 vom russischen Astronomen Grigori Nikolajewitsch Neuimin am Krim-Observatorium in Simejis bei einer Helligkeit von 13,7 mag entdeckt wurde. Nur einen Tag später erfolgte eine unabhängige Entdeckung durch Karl Wilhelm Reinmuth an der Landessternwarte Heidelberg-Königstuhl. Nachträglich konnte der Asteroid bereits auf Aufnahmen nachgewiesen werden, die am 30. September 1927 ebenfalls in Simejis sowie im März 1930 und Juli 1931 in Heidelberg und im April/Mai 1935 am Union-Observatorium in Johannesburg gemacht worden waren.
Der Asteroid wurde benannt zu Ehren des verstorbenen Michail Fjodorowitsch Subbotin (1893–1966), der etwa 20 Jahre lang Direktor des Instituts für theoretische Astronomie in Leningrad war. Der Namensvorschlag erfolgte durch das Institut.

## Wissenschaftliche Auswertung
Aus Ergebnissen der IRAS Minor Planet Survey (IMPS) wurden 1992 erstmals Angaben zu Durchmesser und Albedo für zahlreiche Asteroiden abgeleitet, darunter auch (1692) Subbotina, für die damals Werte von 36,6 km bzw. 0,05 erhalten wurden. Mit dem Satelliten Midcourse Space Experiment (MSX) wurden dann 1996 bis 1997 im Rahmen der Infrared Minor Planet Survey (MIMPS) neue Daten erhalten, aus denen für den Asteroiden Werte für den mittleren Durchmesser und die Albedo von 40,5 km bzw. 0,04 bestimmt wurden. Eine Auswertung von Beobachtungen durch das Projekt NEOWISE im nahen Infrarot führte 2011 zu Werten für den Durchmesser und die Albedo im sichtbaren Bereich von 36,1 km bzw. 0,05. Die Werte wurden nach neuen Messungen 2012 geändert zu 39,9 km bzw. 0,03. Nach der Reaktivierung von NEOWISE im Jahr 2013 und Registrierung neuer Daten wurden die Werte 2016 angegeben mit 36,3 oder 43,0 km bzw. 0,02 oder 0,03, diese Angaben beinhalten aber hohe Unsicherheiten.
Aus archivierten Daten des Asteroid Terrestrial-impact Last Alert System (ATLAS) aus dem Zeitraum 2015 bis 2018 konnte in einer Untersuchung von 2022 mit der Methode der konvexen Inversion eine Rotationsperiode von 9,24477 h bestimmt werden.

## Asteroidenpaar
(1692) Subbotina bildet mit dem Asteroiden (76) Freia ein quasi-complanares Asteroidenpaar. Sie besitzen relativ ähnliche Bahnelemente und bewegen sich nahezu in der gleichen Bahnebene, allerdings ist die Bahn von (76) Freia deutlich größer und ihre Apsidenlinien sind stark gegeneinander verdreht. (1692) Subbotina besitzt eine wesentlich kürzere Umlaufzeit um die Sonne als (76) Freia, so dass sie diese etwa alle 18 Jahre überholt. In den 1000 Jahren um die derzeitige Epoche herum kommen sich die beiden Körper aber nicht näher als 3 Mio. km.